# 푸르사트

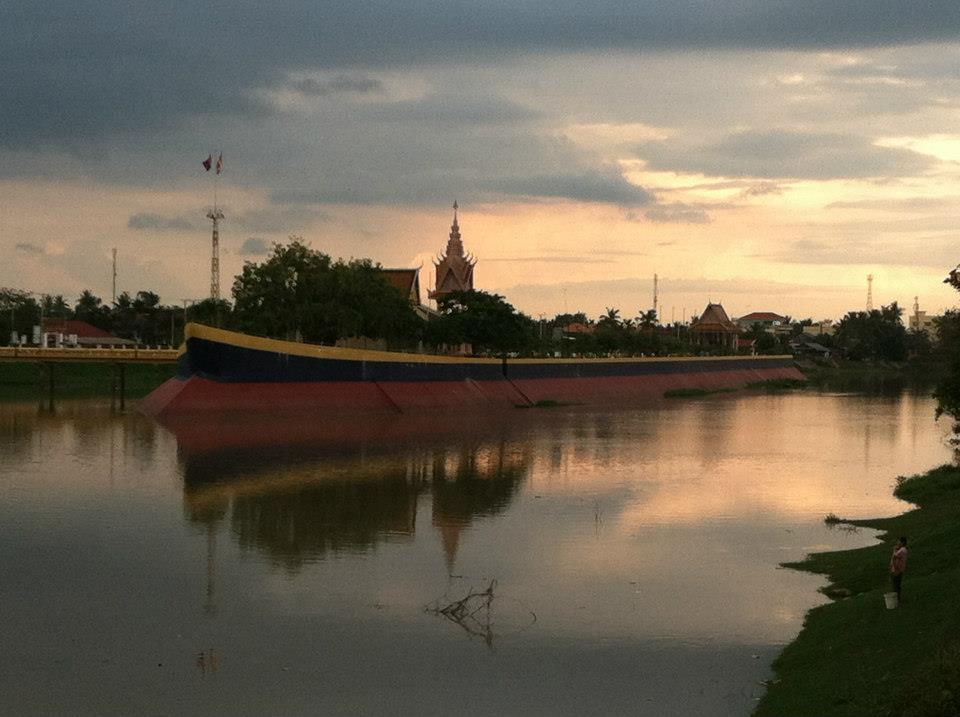
푸르사트

푸르사트(크메르어: ពោធិសាត់, Pursat)는 캄보디아 푸르사트 주의 주도로 높이는 17m, 인구는 25,650명(2008년 기준)이다.